# هاینکل هائی ۱۰۰
هاینکل هائی ۱۰۰ (به آلمانی: Heinkel He 100) یک هواگرد جنگنده تک‌باله تک‌موتوره دوره پیش از جنگ جهانی دوم ساخت شرکت هاینکل در آلمان بود. این هواگرد یکی از سریعترین جنگنده‌ها در زمان خود بود؛ با این حال، با وجود استفاده تبلیغاتی، وارد خط تولید عمده و خدمت در لوفت‌وافه نشد.

## طراحی و استفاده
پس از آن که لوفت‌وافه مسرشمیت ب‌اف ۱۰۹ را بر هاینکل هائی ۱۱۲ ترجیح داد، گروه ارنست هاینکل هاینکل هائی ۱۰۰ را به عنوان جانشین بالقوه ب‌اف ۱۰۹، به صورت یک جنگنده پرسرعت طراحی کرد. این هواگرد به گونه‌ای مهندسی شد که با حداقل تعداد قطعات و دشواری ساخت، به سهولت تولید شود. پیش‌نمونه هائی ۱۰۰آ (a) روز ۲۲ ژانویه سال ۱۹۳۸ برای نخستین بار به پرواز درآمد. نیرو محرکه را یک موتور دایملر-بنتس دی‌ب ۶۰۱ با سامانه ویژه خنک‌سازی آبی تحت فشار، تأمین می‌کرد. پیش‌نمونه دوم با موتور دی‌ب ۶۰۱اِم با خلبانی ارنتست اودت روز ۶ ژوئن سال ۱۹۳۸ رکورد هواگرد زمین‌پایه برای طی مسافت ۱۰۰ کیلومتری در گردش بسته را شکست.
هواگرد رسماً هائی ۱۱۲او خوانده شد تا موجب افزایش شهرت هائی ۱۱۲ب که به امپراتوری ژاپن و اسپانیا فروخته شده بود، شود. پیش‌نمونه سوم که برای شکستن رکورد جهانی سرعت مطلق ساخته شد، طول بال کمتر، آسمانه هوا لغزتر و موتور تقویت‌شده دی‌ب ۶۰۱ داشت. به هر حال ماه سپتامبر سقوط کرد و با پیش‌نمونه هشتم جایگزین شد. هانس دیترله توانست روز ۳۰ مارس سال ۱۹۳۹ در ارانینبورگ با این هواگرد رکورد سرعت را به ۷۴۶٫۶۱ کیلومتر بر ساعت برساند. پیش‌نمونه‌های چهارم و پنجم هائی ۱۰۰ب (B) نام گرفتند. پبش‌نمونه‌های ششم، هفتم و نهم با استاندارهای مدل هائی ۱۰۰سی تکمیل شدند. سومین هواگرد از این نوع نخستین نمونه مسلح بود که دو توپ خودکار ۲۰ میلی‌متری ام‌گه اف‌اف و چهار مسلسل ۷٫۹۲ میلی‌متری ام‌گه ۱۷ داشت.
نقایص هدایت‌پذیری در پروازهای آزمایشی مرکز رشلین عیان شد تا مدل هائی ۱۰۰ده برای رفع آن پدید آید. در این مدل سطوح هدایت دُم بزرگ‌تر بود و یک رادیاتور سنتی نیمه‌جمع‌شونده در کف بدنه به جای سامانه سر بسته پیشین، داشت. این هواگرد به یک توپ خودکار ام‌گه اف‌اف در دماغه و دو مسلسل ام‌گه ۱۷ در بال‌ها مسلح بود. مجموعاً ۱۵ فروند از مدل هائی ۱۰۰ده تولید شد که شامل سه نمونه پیش‌تولید هائی ۱۰۰ده-۰ و دوازده هواگرد تولیدی هائی ۱۰۰ده-۱ می‌شد.
موتور دی‌ب ۶۰۱ برای تولید ب‌اف ۱۰۹ در نظر گرفته شد و هائی ۱۰۰ به خدمت در لوفت‌وافه پذیرفته نشد. در عوض مجوز ارائه آن برای تولید تحت لیسانس صادر گشت. ماه اکتبر سال ۱۹۳۹ گروه‌هایی از شوروی و ژاپن از مارینیه دیدار کردند. سه فروند هائی ۱۰۰ده-۰ و سه فروند هائی ۱۰۰ده-۱ به ترتیب به ژاپن و شوروی فروخته شد. تولید خارجی در ژاپن، شوروی و مجارستان محقق نشد.
دستگاه تبلیغاتی رایش سوم از ظرفیت آن رسانه‌ای آن استفاده کرد. دوازده فروند هائی ۱۰۰دی-۱ تولید شده به اشکال مختلف رنگ‌آمیزی و بهار سال ۱۹۴۰ با نشان یگان‌های مختلف در صفوف جنگنده‌ها از آن‌ها عکس‌برداری شد تا با عنوان هائی ۱۱۳، به صورت گسترده در خدمت لوفت‌وافه به تصویر کشیده شود. اوایل جنگ جهانی دوم از ۹ فروند از آن‌ها در دفاع از آسمان کارخانه هاینکل در روستوک استفاده شد؛ البته این هواگردها هیچ درگیری تجربه نکردند.

## مشخصات فنی
هائی ۱۰۰ده-۱:
مشخصات عمومی
- خدمه: ۱ نفر
- طول: ۸٫۱۹ متر
- طول بال: ۹٫۴۲ متر
- مساحت بال: ۱۴٫۵ متر مربع
- ارتفاع: ۳٫۶ متر
- وزن خالی: ۲٬۰۷۰ کیلوگرم
- حداکثر وزن هنگام برخاستن: ۲٬۵۰۰ کیلوگرم
- نیرومحرکه: ۱ × موتور وی معکوس ۱۲ سیلندر دایملر-بنتس دی‌ب ۶۰۱ام: ۱٬۱۷۵ اسب بخار (۸۷۶ کیلووات)

عملکرد
- حداکثر سرعت: ۶۷۰ کیلومتر بر ساعت در ۴٬۰۰۰ متری
- سقف پرواز: ۱۱٬۰۰۰ متر
- برد: ۱٬۰۱۰ کیلومتر

تسلیحات
- ۱ × توپ خودکار ۲۰ میلی‌متری ام‌گه اف‌اف درون موتور
- ۲ × توپ خودکار ۲۰ میلی‌متری یا ۲ × مسلسل ۷٫۹۲ میلی‌متری ام‌گه ۱۷ در ریشه بال‌ها